# Mime Misu
Mișu Rosescu, connu sous le nom de scène Mime Misu, (né le 21 janvier 1888 à Botoșani et mort le 28 juillet 1953) est un acteur, scénariste et réalisateur roumain.

## Biographie
Il nous sont restées peu d’informations sur Misu; en plus, elles sont contradictoires. Selon un article paru dans le magazine cinématographique Lichtbild-Bühne (de) du 3 janvier 1914, il est le fils d’une famille d’artistes dans la bourgade de Botoşani, en Roumanie. Encore enfant, il a essayé  au théâtre de la ville natale dans le ballet et jeu de pantomime. Il doit avoir visité l’Académie d’Art de Bucarest, qu’il aurait voulu terminer avec distinction. Pendant ses études, il veut être distribué dans l’ensemble national du Théâtre Royal. Plus tard, Misu trouve un emploi dans les théâtres de province. En 1900 il doit être venu d’abord à Paris, où il veut paraitre comme danseur et pantomime à l’Exposition Universelle. Plus tard, il se rend à Berlin, Vienne, Budapest et Londres. Dans ces villes, il reprend ses rôles habituels et même met en scène quelques pièces. À Paris, Patrick a dû faire ses débuts comme régisseur de film
Lorsque Mime Misu est venu à Berlin pour travailler comme réalisateur et scénariste, il s’est donné lui-même, comme son cameraman Emil Schünemann, une « American biography », pour trouver du travail à la société de production allemande Continental- Kunstfilm. La conséquence est qu’il peut ainsi implémenter, l’été de 1912, son projet le plus ambitieux : le récit cinématographique du naufrage du Titanic. Le film intitulé Dans la Nuit et la Glace sort en août 1912 dans les cinémas et est considéré comme le premier film Titanic de l’histoire.
Après son dernier film allemand, Misu passe aux États-Unis où il travaille encore comme réalisateur de cinéma au début de l’année suivante. Peu après, il a dû revenir en Europe. La dernière mention de Misu est 1915 aux Pays-Bas où il met en scène un mélodrame de 65 minutes avec Ontmaskerd. Ensuite, il a disparu de la vie publique, mais probablement en 1916 il retourne aux États-Unis. Enfin on entend parler de lui au début des années 1920, alors qu’il tentait à nouveau à mettre les pieds dans la cinématographie allemande, en se présentant à nouveau pour un régisseur américain de succès. Dans les éditions du Film-Kurier du 2 et du 8 mars 1921 est signalé une société de production Misugraph-Film Co., New York/Berlin, mais qui n’a rien produit.

## Filmographie partielle
- 1912 : de:Das Mirakel (en Allemagne a été connu sous le nom: Das Marienwunder: eine alte Legende - Le miracle de Marie: une vieille légende)
- 1912 : In Nacht und Eis
- 1912 : Das Gespenst von Clyde
- 1913 : Der Excentric-Club
- 1915 : L'Imposteur